# Cheiracanthium furculatum
Cheiracanthium furculatum es una especie de araña araneomorfa del género Cheiracanthium, familia Cheiracanthiidae. Fue descrita científicamente por Karsch en 1879.
Habita en Cabo Verde, Madagascar y Comoras.